# Conus undulatus
Conus undulatus é uma espécie de gastrópode do gênero Conus, pertencente à família Conidae.